# Jamal Sampson
Jamal Wesley Sampson (nacido el 15 de mayo de 1983 en Inglewood, California) es un baloncestista estadounidense. Su posición dentro del terreno de juego es la de ala-pívot o pívot.
Antes de pasar a la NBA jugaba para Universidad de California Berkeley y fue seleccionado por los Utah Jazz en el puesto 47 del Draft de la NBA de 2002 y luego fue transferido, conjuntamente con Ryan Humphrey hacía los Orlando Magic por Curtis Borchardt. Luego los Magic transfirieron a Sampson a los Milwaukee Bucks por Rashard Griffith. Luego de un tiempo de jugar para los Bucks, Sampson fue contratado por los Lakers pero fue puesto en la lista de lesionados. Más tarde fue elegido por los Charlotte Bobcats en la expansión del Draft del 2004, pero finalmente fue contratado como agente libre por los Kings en el 2005. En la temporada 2006-2007 fichó por los Nuggets, 5 equipos en 5 temporadas. En toda su carrera ha promediado 2,2 puntos y 3,6 rebotes., el 31 de octubre de 2012, firmó un contrato con el equipo mexicano , de la liga nacional de basquetball mexicana  , los osos de Guadalajara.
Es sobrino del número uno del draft de 1983 Ralph Sampson, que formó las famosas Torres Gemelas junto a Hakeem Olajuwon.